# Starsky & Hutch (Fernsehserie)/Episodenliste
Diese Episodenliste enthält alle Episoden der US-amerikanischen Fernsehserie Starsky & Hutch, sortiert nach der US-amerikanischen Erstausstrahlung. Starsky & Hutch umfasst 4 Staffeln mit 92 Episoden.

## Staffel 1
| Nr. (ges.) | Nr. (St.) | Deutscher Titel                | Originaltitel             | Erstausstrahlung USA | Deutschsprachige Erstausstrahlung (D) |
| ---------- | --------- | ------------------------------ | ------------------------- | -------------------- | ------------------------------------- |
| 01         | 01        | Das letzte Mittel              | Savage Sunday             | 10. Sep. 1975        | 31. Jan. 1979                         |
| 02         | 02        | Mörder in der Nacht            | Texas Longhorn            | 17. Sep. 1975        | 11. Jan. 1978                         |
| 03         | 03        | Fahrt ins Ungewisse            | Death Ride                | 24. Sep. 1975        | 28. Feb. 1979                         |
| 04         | 04        | Für vier Millionen „Schnee“    | Snow Storm                | 1. Okt. 1975         | 31. Mai 1978                          |
| 05         | 05        | Hutch wird süchtig             | The Fix                   | 8. Okt. 1975         | 27. Mai 1986                          |
| 06         | 06        | Gefährlicher Striptease        | Death Notice              | 15. Okt. 1975        | 26. Juli 1978                         |
| 07         | 07        | Starsky unter Druck            | Pariah                    | 22. Okt. 1975        | 6. Sep. 1978                          |
| 08         | 08        | Huggy Bear in Nöten            | Kill Huggy Bear           | 29. Okt. 1975        | 5. Apr. 1978                          |
| 09         | 09        | Der Köder                      | The Bait                  | 5. Nov. 1975         | 25. Jan. 1978                         |
| 10         | 10        | Qualen aus dem Weltall         | Lady Blue                 | 12. Nov. 1975        | 19. Aug. 1986                         |
| 11         | 11        | Die Dobeys in Todesangst       | Captain Dobey You're Dead | 19. Nov. 1975        | 20. Mai 1986                          |
| 12         | 12        | Gefahr im Hafen                | Terror On The Docks       | 26. Nov. 1975        | 28. Juni 1978                         |
| 13         | 13        | Alte Kameraden                 | Deadly Imposter           | 10. Dez. 1975        | 17. Mai 1978                          |
| 14         | 14        | Abendessen auf Italienisch     | Shootout                  | 17. Dez. 1975        | 4. Okt. 1978                          |
| 15         | 15        | Wettlauf mit der Zeit          | The Hostages              | 7. Jan. 1976         | 12. Juli 1978                         |
| 16         | 16        | Der Mann am Klavier            | Losing Streak             | 14. Jan. 1976        | 22. Feb. 1978                         |
| 17         | 17        | Keine Bewährung für den Helfer | Silence                   | 21. Jan. 1976        | 22. Juli 1986                         |
| 18         | 18        | Der Omaha Tiger                | Omaha Tiger               | 28. Jan. 1976        | 23. Aug. 1978                         |
| 19         | 19        | Jo-Jo                          | Jo-jo                     | 18. Feb. 1976        | 20. Dez. 1978                         |
| 20         | 20        | Zerstörte Illusion             | Running                   | 25. Feb. 1976        | 28. März 1979                         |
| 21         | 21        | Gegengift für Starsky          | Coffin For Starsky        | 3. März 1976         | 5. Aug. 1986                          |
| 22         | 22        | Spur ins Nichts                | Bounty Hunter             | 21. Apr. 1976        | 6. Dez. 1978                          |

## Staffel 2
| Nr. (ges.) | Nr. (St.) | Deutscher Titel                     | Originaltitel                                   | Erstausstrahlung USA | Deutschsprachige Erstausstrahlung (D) |
| ---------- | --------- | ----------------------------------- | ----------------------------------------------- | -------------------- | ------------------------------------- |
| 23         | 01        | Der Würger von Vegas (1)            | Las Vegas Strangler (1)                         | 25. Sep. 1976        | 18. Apr. 1987                         |
| 24         | 02        | Der Würger von Vegas (2)            | Las Vegas Strangler (2)                         | 25. Sep. 1976        | 18. Apr. 1987                         |
| 25         | 03        | Gesellschaftsspiel mit 5 Bomben (1) | Murder At Sea (1)                               | 2. Okt. 1976         | 20. Apr. 1987                         |
| 26         | 04        | Gesellschaftsspiel mit 5 Bomben (2) | Murder At Sea (2)                               | 2. Okt. 1976         | 20. Apr. 1987                         |
| 27         | 05        | Die schöne Gillian                  | Gillian                                         | 16. Okt. 1976        | 9. Aug. 1978                          |
| 28         | 06        | Ein gefährlicher Schachzug          | Bust Amboy                                      | 23. Okt. 1976        | 14. März 1979                         |
| 29         | 07        | Liebe, Wahn und Vampir              | Vampire                                         | 30. Okt. 1976        | 12. Aug. 1986                         |
| 30         | 08        | Der Spezialist                      | The Specialist                                  | 6. Nov. 1976         | 3. Jan. 1979                          |
| 31         | 09        | Wir bitten zum Tanz                 | Tap Dancing Her Way Right Back Into Your Hearts | 20. Nov. 1976        | 22. März 1978                         |
| 32         | 10        | Aus purer Rache                     | Vendetta Aka. The Monster                       | 27. Nov. 1976        | 6. Mai 1986                           |
| 33         | 11        | Ein Alptraum für alle               | Nightmare                                       | 28. Nov. 1976        | 14. Apr. 1987                         |
| 34         | 12        | Captain Mike Ferguson               | Iron Mike                                       | 18. Dez. 1976        | 8. Feb. 1978                          |
| 35         | 13        | Die Straßengöre                     | Little Girl Lost                                | 25. Dez. 1976        | 23. Dez. 1987                         |
| 36         | 14        | Kriminell ist nicht das Wort        | Bloodbath                                       | 1. Jan. 1977         | 29. Juli 1986                         |
| 37         | 15        | Der Mann, der zuviel sah            | Psychic                                         | 15. Jan. 1977        | 13. Mai 1986                          |
| 38         | 16        | Am Rande des Wahnsinns (1)          | Set Up (1)                                      | 22. Jan. 1977        | 19. Apr. 1987                         |
| 39         | 17        | Am Rande des Wahnsinns (2)          | Set Up (2)                                      | 29. Jan. 1977        | 19. Apr. 1987                         |
| 40         | 18        | Vermisst: der Hauptzeuge            | Survival                                        | 5. Feb. 1977         | 2. Sep. 1986                          |
| 41         | 19        | Starskys Lady                       | Starsky's Lady                                  | 12. Feb. 1977        | 9. Sep. 1986                          |
| 42         | 20        | Huggy Bear & Kompagnon              | Huggy Bear And The Turkey                       | 19. Feb. 1977        | 26. Aug. 1986                         |
| 43         | 21        | Der Abtrünnige                      | The Committee                                   | 26. Feb. 1977        | 18. Okt. 1978                         |
| 44         | 22        | Die Illegalen                       | The Velvet Jungle                               | 5. März 1977         | 14. Feb. 1979                         |
| 45         | 23        | Damals in Pittsville                | Long Walk Down A Short Dirt Road                | 12. März 1977        | 21. Apr. 1987                         |
| 46         | 24        | Tod im Studio                       | Murder On Stage 17                              | 19. März 1977        | 13. Sep. 1978                         |
| 47         | 25        | Unter Verdacht                      | Starsky & Hutch Are Guilty                      | 16. Apr. 1977        | 17. Jan. 1979                         |

## Staffel 3
| Nr. (ges.) | Nr. (St.) | Deutscher Titel              | Originaltitel               | Erstausstrahlung USA | Deutschsprachige Erstausstrahlung (D) |
| ---------- | --------- | ---------------------------- | --------------------------- | -------------------- | ------------------------------------- |
| 48         | 01        | Zauber der Playboy-Insel (1) | Murder On Voodoo Island (1) | 17. Sep. 1977        | 4. Mai 1986                           |
| 49         | 02        | Zauber der Playboy-Insel (2) | Murder On Voodoo Island (2) | 17. Sep. 1977        | 4. Mai 1986                           |
| 50         | 03        | Liebe - nein danke!          | Fatal Charm                 | 24. Sep. 1977        | 16. Sep. 1986                         |
| 51         | 04        | Ich liebe dich, Rosey Malone | I Love You Rosie Malone     | 1. Okt. 1977         | 30. Sep. 1986                         |
| 52         | 05        | Wer ist hier der Irre?       | Murder Ward                 | 8. Okt. 1977         | 23. Sep. 1986                         |
| 53         | 06        | Niemand wusste es            | Death In A Different Place  | 15. Okt. 1977        | 19. Mai 1987                          |
| 54         | 07        | Kindesmißhandlung            | The Crying Child            | 22. Okt. 1977        | 5. Mai 1987                           |
| 55         | 08        | Die wahren Helden            | The Heroes                  | 29. Okt. 1977        | 26. Mai 1987                          |
| 56         | 09        | Der Todesvirus (1)           | The Plague (1)              | 19. Nov. 1977        | 1. Apr. 1989                          |
| 57         | 10        | Der Todesvirus (2)           | The Plague (2)              | 26. Nov. 1977        | 1. Apr. 1989                          |
| 58         | 11        | Die Wucherin und ihr Gehilfe | The Collector               | 3. Dez. 1977         | 12. Mai 1987                          |
| 59         | 12        | Sogenannte Notwehr           | Manchild On The Streets     | 10. Dez. 1977        | 28. Apr. 1987                         |
| 60         | 13        | Heiße Würfel                 | The Action                  | 7. Jan. 1978         | 2. Juni 1987                          |
| 61         | 14        | Harte Bandagen               | The Heavyweight             | 14. Jan. 1978        | 16. Juni 1987                         |
| 62         | 15        | Gefährliche Pirouetten       | A Body Worth Guarding       | 25. Jan. 1978        | 9. Juni 1987                          |
| 63         | 16        | Die Falle                    | The Trap                    | 1. Feb. 1978         | 30. Juni 1987                         |
| 64         | 17        | Zurück zur Natur             | Satan's Witches             | 8. Feb. 1978         | 23. Juni 1987                         |
| 65         | 18        | Philosophie und Mord         | Class In Crime              | 15. Feb. 1978        | 7. Juli 1987                          |
| 66         | 19        | Hutch unter Mordverdacht     | Hutchinson - Murder One     | 22. Feb. 1978        | 14. Juli 1987                         |
| 67         | 20        | Lisa ist nicht zu fassen     | Foxy Lady                   | 1. März 1978         | 21. Juli 1987                         |
| 68         | 21        | Partner                      | Partners                    | 3. Mai 1978          | 28. Juli 1987                         |
| 69         | 22        | Der Taximörder               | Quadromania                 | 10. Mai 1978         | 4. Aug. 1987                          |
| 70         | 23        | Tödlicher Landgang           | Deckwatch                   | 17. Mai 1978         | 13. Juni 2013                         |

## Staffel 4
| Nr. (ges.) | Nr. (St.) | Deutscher Titel            | Originaltitel               | Erstausstrahlung USA | Deutschsprachige Erstausstrahlung (D) |
| ---------- | --------- | -------------------------- | --------------------------- | -------------------- | ------------------------------------- |
| 71         | 01        | Der Discokiller            | Discomania                  | 12. Sep. 1978        | 23. Sep. 1987                         |
| 72         | 02        | Wette ohne Gewinner        | The Game                    | 19. Sep. 1978        | 25. Aug. 1987                         |
| 73         | 03        | Blind ins Glück gelaufen   | Blindfold                   | 26. Sep. 1978        | 18. Aug. 1987                         |
| 74         | 04        | Der Schnappschuss          | Photo Finish                | 10. Okt. 1978        | 11. Aug. 1987                         |
| 75         | 05        | Trügerische Landidylle     | Moonshine                   | 17. Okt. 1978        | 20. Juni 2013                         |
| 76         | 06        | Selbstjustiz               | Strange Justice             | 24. Okt. 1978        | 30. Sep. 1987                         |
| 77         | 07        | Schwarze Witwe             | The Avenger                 | 31. Okt. 1978        | 24. Juni 2013                         |
| 78         | 08        | Der Meisterdieb            | Dandruff                    | 14. Nov. 1978        | 28. Okt. 1987                         |
| 79         | 09        | Starsky sieht schwarz      | Black And Blue              | 21. Nov. 1978        | 16. Sep. 1987                         |
| 80         | 10        | Unerwartete Hilfe          | The Groupie                 | 28. Nov. 1978        | 21. Okt. 1987                         |
| 81         | 11        | Covergirl                  | Covergirl                   | 12. Dez. 1978        | 11. Nov. 1987                         |
| 82         | 12        | Starskys kleiner Bruder    | Starsky's Little Brother    | 19. Dez. 1978        | 4. Nov. 1987                          |
| 83         | 13        | Freistilkämpfer            | The Golden Angel            | 16. Jan. 1979        | 18. Nov. 1987                         |
| 84         | 14        | Blues für eine Leiche      | Ballad For A Blue Lady      | 23. Jan. 1978        | 7. Okt. 1987                          |
| 85         | 15        | Wenn Frauen pokern         | Birds Of A Feather          | 30. Jan. 1979        | 14. Okt. 1987                         |
| 86         | 16        | 90 Pfund Ärger             | 90 Lbs Trouble              | 6. Feb. 1979         | 25. Nov. 1987                         |
| 87         | 17        | Freunde in der Not         | Huggy Can't Go Back         | 13. Feb. 1979        | 2. Dez. 1987                          |
| 88         | 18        | Kronzeugen der Anklage (1) | Targets Without A Badge (1) | 6. März 1979         | 1. Jan. 1988                          |
| 89         | 19        | Kronzeugen der Anklage (2) | Targets Without A Badge (2) | 11. März 1979        | 1. Jan. 1988                          |
| 90         | 20        | Kronzeugen der Anklage (3) | Targets Without A Badge (3) | 11. März 1979        | 1. Jan. 1988                          |
| 91         | 21        | Starsky gegen Hutch        | Starsky Vs. Hutch           | 8. Mai 1979          | 9. Dez. 1987                          |
| 92         | 22        | David und Goliath          | Sweet Revenge               | 15. Mai 1979         | 16. Dez. 1987                         |